# 武卡什·泰奧多爾奇克
武卡什·泰奥多尔奇克（波蘭語：Łukasz Teodorczyk，發音：[ˈwukaʂ tɛɔˈdɔrt͡ʂɨk] ⓘ；1991年6月3日—）是波蘭足球運動員。在場上的位置是前鋒。現效力於意大利足球乙级联赛球隊維琴察。他也代表波蘭國家足球隊參賽。